# 赵守一
赵守一（1917年—1988年），男，陕西渭南人，中华人民共和国政治人物，陕西省政协原主席、中共安徽省委原书记、中共中央宣传部原副部长，劳动人事部部长。

## 生平
赵守一是陕西省渭南县渭文乡人。1935年，赵守一加入中国工农红军。10月，担任红军大学步兵学校教员。抗日战争期间，担任中共陇东特委宣传干事，中共庆环分委宣传干事兼分委机关党支部书记。1941年，担任延安《解放日报》编辑。1943年，任中共中央西北局宣传部干事、科长。
中华人民共和国成立后，任中共中央西北局宣传部处长、副部长。1954年，任中共陕西省委常委、陕西省委宣传部部长、政协主席，筹建陕西科学院。文化大革命期间，遭受迫害。1977年，担任中共安徽省委常委，10月担任中共安徽省委书记。1980年，调任中共中央宣传部副部长。1982年，任劳动人事部部长、党组书记。1985年，当选为中央顾问委员会委员。